# 過海隧道巴士368線
過海隧道巴士368線是香港一條已停辦的早上繁忙時間過海隧道巴士路線，由九巴獨營，於1993年第2季開辦，成為新界西北首條專利過海巴士路線，亦是新界西首條東隧專利過海巴士路線和首條途經大老山隧道的專利巴士路線，以及東隧首條以獨營方式運作的專利過海巴士路線。
此線被視為九巴回應城巴開辦911R線的行動，也提供元朗居民另一個往香港島上班的選擇。當時的繁忙時間，屯門公路非常擠塞，加上地鐵荃灣綫已經飽和，由屯門往荃灣，往往超過1小時。因此，本線繞道新田公路、粉嶺公路、吐露港公路，經大老山隧道、觀塘繞道和東區海底隧道前往港島，以避開西九龍塞車黑點。雖然行車里數大大增加，但卻換來較快較穩定的行車時間。雖然本線官方的行車時間達150分鐘，實際90分鐘左右，巴士就到達灣仔及中西區。
過海隧道巴士968線在1997年秋季開辦及在98上半年改用大欖隧道後，令本線客量急劇下跌，本線與369線最終於1998年9月21日永久取消；自此之後，新界西再沒有任何途經東隧的常規專利過海巴士路線，也再沒有任何途經大老山隧道的常規專利巴士路線。

## 歷史
- 1993年6月15日：本線投入服務，成為新界西北首條專利過海巴士路線，亦是新界西首條東隧專利過海巴士路線和首條途經大老山隧道的專利巴士路線，以及東隧首條以獨營方式運作的專利過海巴士路線。
- 1998年5月23日：本線改經博愛交匯處前往新田公路，不經凹頭。
- 1998年9月19日：本線最後一天提供服務。
- 1998年9月21日：本線因968線投入服務後導致客量急劇下跌而被取消。

## 路線基本資料

### 服務時間及班次
- 平日由元朗（西）開出1班：07:10

星期日及公眾假期不提供服務。

## 收費
以下收費為1998年停駛前的收費
- 全程收費：$21.4
  - 大老山隧道收費廣場往上環：$15.3
  - 東區海底隧道收費廣場往上環：$9.4
  - 過東區海底隧道後往上環：$5.4

## 行走路線

### 往上環方向
途經：擊壤路、青山公路、朗日路、青山公路、新田公路、大埔公路粉嶺段（今粉嶺公路）、吐露港公路、大老山公路、大老山隧道、觀塘繞道、鯉魚門道、東區海底隧道、東區走廊、維園道、告士打道、夏慤道、紅綿道、天橋、金鐘道、德輔道中
| 1                                          | 元朗（西）巴士總站   | 元朗（西）巴士總站 |
| 2                                          | 同樂街               | 青山公路－元朗段   |
| 3                                          | 谷亭街               | 青山公路－元朗段   |
| 4                                          | 新元朗中心           | 朗日路             |
| 5                                          | 東頭村               | 青山公路－元朗段   |
| 新田公路；粉嶺公路、吐露港公路；大老山公路 |                      |                    |
| 6                                          | 大老山隧道收費廣場   | 大老山公路         |
| 大老山隧道、觀塘繞道                       |                      |                    |
| 7                                          | 東區海底隧道收費廣場 | 東區海底隧道       |
| 東區海底隧道；東區走廊；維園道             |                      |                    |
| 8                                          | 菲林明道             | 告士打道           |
| 9                                          | 分域街               | 告士打道           |
| 10                                         | 海富中心             | 夏慤道             |
| 11                                         | 匯豐總行             | 德輔道中           |
| 12                                         | 中環街市             | 德輔道中           |
| 13                                         | 永吉街               | 德輔道中           |

## 外部連結
- 北區巴士傳奇 - 第 25 集 - 北區流星 （页面存档备份，存于）
- 巴士狂熱新聞 （页面存档备份，存于）
- 「從天而降」（約克之家）